# 36 ore all'inferno
36 ore all'inferno è un film del 1969 diretto da Roberto Bianchi Montero (con lo pseudonimo di Roberto Montero).

## Trama
Un gruppo di marinai americani si recano nel Pacifico, cioè nell'isola di Rabaul per ripulire le forze giapponesi rimaste dopo i pesanti bombardamenti.